# Rudolf Brinkmann (Politiker)
Rudolf Brinkmann (* 13. August 1898 in Ohrsen (Stadt Lage (Lippe); † 28. Februar 1976 in Lemgo) war ein deutscher Politiker (SPD), Bürgermeister von Leopoldshöhe und Mitglied des Landtags Lippe.

## Leben
Nach seiner Schulausbildung war Rudolf Brinkmann zunächst in der Fahrrad-Industrie beschäftigt und begann 1926 beim Konsumverein in Lage und leitete später den Konsum in Leopoldshöhe.
Er betätigte sich früh in der Politik und wurde Anfang der 1920er Jahre Mitglied der SPD. 1921 gehörte er dem Gemeindevorstand an und war seit 1932 Mitglied des Kreistages Lippe.
Wegen der Repressalien durch die Nationalsozialisten verließ  Sozialdemokrat Brinkmann Leopoldshöhe und war bis zu seiner Rückkehr nach dem Krieg in Bielefeld beschäftigt. Er blieb politisch engagiert und hatte von 1946 bis 1947 ein Mandat für den ernannten Lippischen Landtag. Dieser wurde am 9. Mai 1946 eröffnet, nachdem ein durch die britische Militärregierung eingesetzter 12-köpfiger Landesrat die notwendigen Vorarbeiten getroffen hatte. Der Landtag löste sich am 21. Januar 1947 auf, nachdem das Land Lippe nach seiner Auflösung Nordrhein-Westfalen beigetreten war.
Von 1949 bis 1956 war er hauptberuflicher Sekretär des SPD-Unterbezirks Lemgo.
1950 wurde er zum Bürgermeister von Leopoldshöhe gewählt. In seine Amtszeit fällt die gemeindliche Verwaltungsreform. Nach zähen Verhandlungen auf allen Ebenen trat am 1. Januar 1969 das „Gesetz zur Neugliederung des Landkreises Lemgo“ in Kraft. Durch diese Gebietsreform wurden auch die acht, bis zu diesem Zeitpunkt noch selbstständigen Gemeinden Asemissen, Bechterdissen, Bexterhagen, Greste, Krentrup, Leopoldshöhe, Nienhagen und Schuckenbaum zusammengeschlossen. Dank des Engagements Brinkmanns erhielt die neue Gemeinde den Namen Leopoldshöhe.
Damit endete auch die Amtszeit des Bürgermeisters Brinkmann.

### Auszeichnungen
- 8. September 1970 Bundesverdienstkreuz am Bande[2]